# Outarde du Sénégal
Pour les articles homonymes, voir Outarde.
Eupodotis senegalensis
Espèce
Statut de conservation UICN

 LC  : Préoccupation mineure
Statut CITES
L'Outarde du Sénégal (Eupodotis senegalensis) est une espèce d'oiseaux de la famille des Otididae.

## Habitat

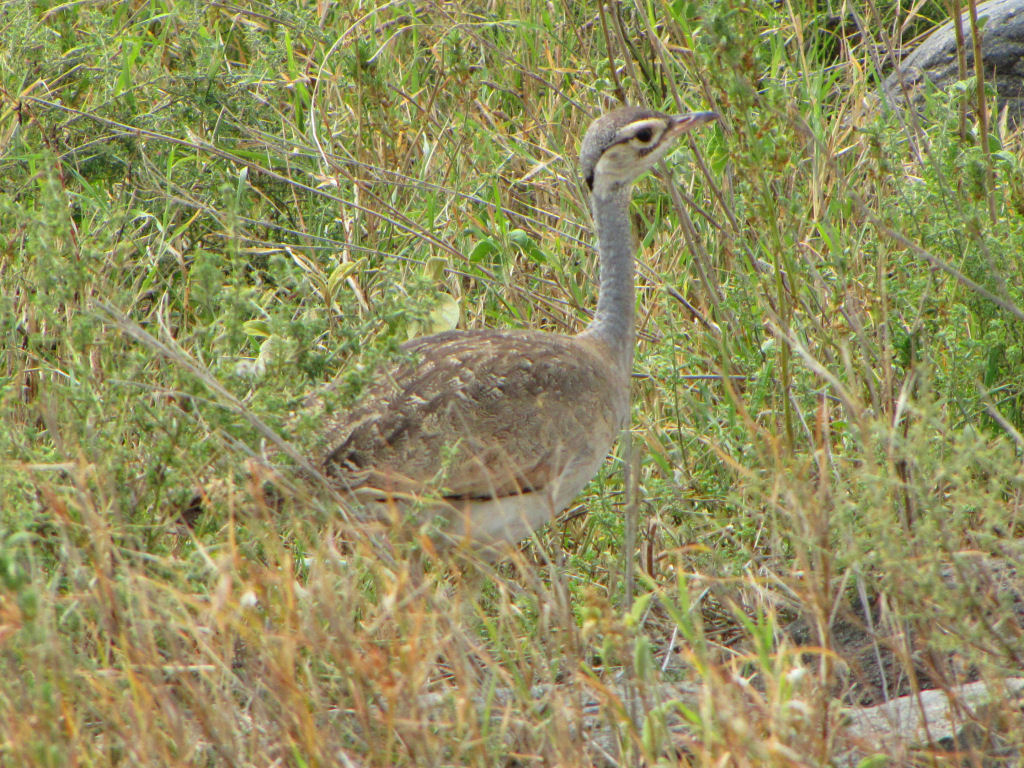
♀

Elle a un habitat varié depuis les prairies jusqu'aux bois clairs.

## Répartition et sous-espèces
Son aire dissoute s'étend à travers l'Afrique subsaharienne.
- E. s. senegalensis (Vieillot, 1821) – du sud-ouest de la Mauritanie et la Guinée au centre du Soudan et l'Érythrée ;
- E. s. canicollis (Reichenow, 1881) –  de l'Éthiopie au nord-est de la Tanzanie ;
- E. s. erlangeri (Reichenow, 1905) – sud-ouest du Kenya et ouest de la Tanzanie ;
- E. s. mackenziei White, CMN, 1945 – de l'est du Gabon et centre du Congo au sud et sud-est de la République démocratique du Congo, est de l'Angola et ouest de la Zambie ; centre et sud de l'Angola ;
- E. s. barrowii (Gray, JE, 1829) – sud-est du Botswana, est de l'Afrique du Sud et Swaziland.